# ランヴィール・シン
ランヴィール・シン（Ranveer Singh、1985年7月6日 - ）は、インドの俳優。ボリウッドを中心に活動しており、同国で最も出演料が高額な俳優の一人であり、2012年以来フォーブス・インディアのセレブリティ100に選ばれている。
インディアナ大学ブルーミントン校で学士号を取得した後、インドに帰国して映画界に進む。広告の仕事を行った後、2010年にヤシュ・ラージ・フィルムズ製作の『Band Baaja Baaraat』で主演を務め、俳優デビューする。同作は興行的な成功を収め、ランヴィールはフィルムフェア賞 新人男優賞を受賞した。2013年にサンジャイ・リーラー・バンサーリーの『銃弾の饗宴 ラームとリーラ』で主演を務め、同作のヒットによりボリウッドでの地位を確立した。その後もバンサーリーの『Bajirao Mastani』『パドマーワト 女神の誕生』で主演を務め、批評家から演技を高く評価されフィルムフェア賞 主演男優賞、フィルムフェア賞 審査員選出男優賞を受賞した。2018年にバンサーリー作品で共演したディーピカー・パードゥコーンと結婚した。

## 生い立ち
1985年7月6日、ムンバイのシンド人一家アンジュとジャグジット・シン・バヴナーニの息子として生まれる。ランヴィールの祖父母はインド・パキスタン分離独立の際にカラチからムンバイに移住した。彼にはリティカ・バヴナーニという姉がおり、ソーナム・カプールは母方の従姉に当たる。ランヴィールは「名前が長過ぎ、音節が多過ぎる」という理由で「バヴナーニ」性を名乗っていない。
ランヴィールは俳優になることを熱望し、いくつかの学校演劇や討論会に参加していた。ある年の祖母の誕生日にランヴィールは彼女から誕生祝いにダンスを踊るように頼まれ、彼は芝生の上で『タイガー・炎の3兄弟』の「Chumma Chumma」を踊ったという。彼はこれをきっかけに演技やダンスに関心を抱くようになったと語っている。しかし、ランヴィールはH・R・カレッジ・オブ・コマース&エコノミクスに入学した際、映画に出演する機会を得た人々の大半が何かしらのバックグラウンドを持っていたことを知り、映画業界で成功することの困難さを痛感した。彼は脚本執筆に注目するようになり、アメリカ合衆国のインディアナ大学ブルーミントン校に留学して文学士号を取得した。
大学では演劇コースを受講して演技を学び、2007年に卒業してムンバイに帰郷してオグルヴィ・アンド・メイザーやジェイ・ウォルター・トンプソンで数年間コピーライターとして働いた。その後、助監督として映画業界で働くが、俳優になることを望み映画監督たちに履歴書を送った。ランヴィールは数多くのオーディションに参加するが、良い機会に恵まれず、当時のことを「全てが荒涼としていました。私はとてつもない挫折感を抱き、正しいことをしているかどうかを考えることが何度もありました」と語っている。

## キャリア

### 2010年 - 2014年
2010年1月、ランヴィールはヤシュ・ラージ・フィルムズのキャスティング部門責任者シャノー・シャルマからオーディションに参加するように依頼された。同社副社長アーディティヤ・チョープラーはオーディション・テープを見てランヴィールの演技に感銘を受け、『Band Baaja Baaraat』の主役に抜擢した。しかし、監督のマニーシュ・シャルマーが難色を示したため、彼を納得させるために2週間オーディションを受け続けることになった。オーディションの結果、ランヴィールは正式に主役に起用され、アヌシュカ・シャルマと共演した。ランヴィールは典型的なデリーの青年を演じており、役作りのためにデリー大学で学生と交流した。映画の公開前の時点では、アナリストたちはヤシュ・ラージ・フィルムの直近の作品の傾向からスター男優の不在と主演女優が当時「ほぼ忘れ去られた女優」だったアヌシュカだったことから、興行的な成功について懐疑的だった。同作は事前の予想に反してスリーパー・ヒットを記録し、ニューデリー・テレビジョンのアヌパマ・チョープラーから演技を絶賛された。同作は国内興行収入2億1,400万ルピーを記録しており、ランヴィールはフィルムフェア賞 新人男優賞を受賞した。『Band Baaja Baaraat』に続き、ランヴィールは『Ladies vs Ricky Bahl』で主演を務めアヌシュカ・シャルマ、パリニーティ・チョープラー、ディパンニタ・シャルマ、アディティ・シャルマと共演した。同作は国内興行収入3億7000万ルピーを記録している。
2013年にヴィクラマディティヤ・モトワニの『略奪者』で主演を務め、ソーナークシー・シンハーと共演した。オー・ヘンリーの『最後の一葉』の翻案作品である同作は批評家から高く評価された。ランヴィールの演技はラジーヴ・マサンドから賞賛されたものの、興行収入は製作費をわずかに上回る程度の結果だった。同年に『ロミオとジュリエット』を原作としたサンジャイ・リーラー・バンサーリーの『銃弾の饗宴 ラームとリーラ』に出演し、ロミオに相当するグジャラート族の青年ラームを演じた。バンサーリーは『Band Baaja Baaraat』でのランヴィールの演技に感銘を受け、彼を主役に起用した。同作はランヴィールの演技などが高く評価され、インディア・トゥデイのローヒト・ヒルラニは「ランヴィールは4番目の主演作品でスターの存在感を示した」と批評している。同作は当時のランヴィールにとって最大のヒット作となり、興行収入は20億2000万ルピーを記録した。また、ランヴィールはフィルムフェア賞など複数の映画賞にノミネートされた。
2014年にアリー・アッバース・ザファルの『ならず者たち』で主演を務め、アルジュン・カプール、プリヤンカー・チョープラー、イルファーン・カーンと共演した。ランヴィールの演技は高く評価され、また彼とアルジュンのコンビも絶賛された。同作はランヴィール主演作の歴代オープニング興行記録を更新し、最終的に10億ルピーの興行収入を記録している。同年は『ファニーを探して』にカメオ出演した他、『Kill Dil』に出演したが、同作は興行的に失敗し、批評家からも酷評されている。

### 2015年以降

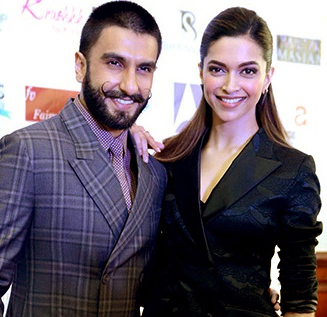
『Bajirao Mastani』製作発表会に出席するランヴィール・シンとディーピカー・パードゥコーン

2015年にゾーヤー・アクタルの『Dil Dhadakne Do』に出演し、アニル・カプール、シェファリ・シャー、プリヤンカー・チョープラーと共演した。ランヴィールの演技はムンバイ・ミラーから賞賛されたものの、興行的には製作費を多少上回る程度の記録に終わった。同年にバンサーリーの『Bajirao Mastani』で主演を務め、ディーピカー・パードゥコーン、プリヤンカー・チョープラーと共演した。同作ではバージー・ラーオを演じるために頭髪を剃り、役作りのためにホテルの一室に21日間閉じ籠った。ラジャ・センはランヴィールの演技を「マッチョとグレース（優美さ）を以てキャラクターに活気を与えた」と批評し、彼の完璧な役作りを賞賛した。同作は35億ルピーの興行収入を記録し、ランヴィールはフィルムフェア賞主演男優賞を受賞した。
2016年に『ベーフィクレー 大胆不敵な二人』で主演を務め、ヴァーニー・カプールと共演した。同作はアディティア・チョープラーの4番目の監督作品であり、ランヴィールはインド映画としては数少ないヌードシーンに挑んでいる。バラエティ誌のジェイ・ウェイスバーグは映画におけるランヴィールの「躁病的行動」を酷評しており、興行成績も10億ルピー程度に留まった。
2018年にバンサーリーの『パドマーワト 女神の誕生』に出演してディーピカー・パードゥコーン、シャーヒド・カプールと共演し、アラー・ウッディーン・ハルジーを演じた。同作は「歴史的事実を歪めている」としてヒンドゥー右翼団体から批判された。公開は一時延期され、いくつかの修正が行われた後に公開された。ハフポストのアンクル・パタックは、同作の女性蔑視と回帰的なテーマを批判したが、アラー・ウッディーンのバイセクシャルな描写を「鋭い輝き」と称賛した。同作は20億ルピーの製作費を投じて製作され、最も高額な製作費が投じられたインド映画の一つとなった。また57億ルピーの興行収入を記録し、インドで最も興行的に成功した映画の一つとなった。ランヴィールは同作の演技を評価され、フィルムフェア賞 審査員選出男優賞を受賞した。同年『シンバ』に出演してソーヌー・スード、サーラー・アリー・カーンと共演した。同作は40億ルピーの興行収入を記録した。
2019年にゾーヤー・アクタルの『ガリーボーイ』で主演を務め、アーリヤー・バットと共演した。同作は第69回ベルリン国際映画祭で上映された。

## 人物
2012年8月からディーピカー・パードゥコーンと交際を始め、2018年10月に婚約を発表した。同年11月、2人はイタリアのコモ湖で結婚式を挙げている。2012年以降フォーブス・インディアのセレブリティ100に選ばれており、2018年は第8位に選ばれている。また、同誌はランヴィールの年収は8億4670万ルピーと推定しており、インドで5番目に収入が多い俳優に選んでいる。2017年にはGQの「最も影響力があるインド青年50」に選ばれている。この他にアディダス、h&s、Ching's Secret、Jack & Jones、Thums Up、MakeMyTripなど複数のブランド大使を務めている。2019年には国内のミュージシャンをプロモートするためのレコード・レーベル「IncInk」を設立した。
クリケットの熱烈なファンとしても知られる。クリケットはインドで圧倒的に一番人気のスポーツであり、ボリウッド映画と共にインドを代表される現代エンターテインメントである。好きなクリケット選手はマヘンドラ・シン・ドーニであり、インド国民から大変な尊敬を受けている選手である。2021年にリリースされた83には、1983 クリケット・ワールドカップで優勝に導いた伝説の選手であるカピル・デヴの本人役として出演した。

## フィルモグラフィー
- Band Baaja Baaraat（2010年） - ビトー・シャルマ
- Ladies vs Ricky Bahl（2011年） - リッキー・バール
- ボンベイ・トーキーズ（英語版）（2013年） - 本人役
- 略奪者（英語版）（2013年） - ヴァルン、ナンドゥ、ヴィジャイ
- 銃弾の饗宴 ラームとリーラ（英語版）（2013年） - ラーム
- ならず者たち（英語版）（2014年） - ヴィクラム・ボース
- ファニーを探して（2014年） - ガボ
- Kill Dil（2014年） - デヴ
- Hey Bro（2015年） - 本人役
- 鼓動を高鳴らせ（英語版）（2015年） - カビール
- バージーラーオとマスターニー（英語版）（2015年） - バージー・ラーオ
- ベーフィクレー 大胆不敵な二人（2016年） - ダラム
- パドマーワト 女神の誕生（2018年） - アラー・ウッディーン・ハルジー
- Teefa in Trouble（2018年） - 本人役[85]
- シンバ（英語版）（2018年） - サングラム
- ガリーボーイ（2019年） - ムラド
- Ghoomketu（2020年） - 本人役
- 83（2020年） - カピル・デヴ
- スーリヤヴァンシー（英語版）（2020年） - シンバ
- Jayeshbhai Jordaar（2020年） - ジャエシュバーイー